# Bédoin
Bédoin é uma comuna francesa na região administrativa da Provença-Alpes-Costa Azul, no departamento de Vaucluse. Estende-se por uma área de 91,03 km². Em 2010 a comuna tinha 3 164 habitantes (densidade: 34,8 hab./km²).